# Aulacodes gibbosalis
Aulacodes gibbosalis là một loài bướm đêm trong họ Crambidae.